# Скупой (пьеса)
«Скупо́й» (в переводе Михаила Булгакова – Скряга) (фр. L'Avare) — комедия в 5 действиях Ж. Б. Мольера.
Сочинена в 1668 году. Первая постановка: 9 сентября 1668 года в театре Пале-Рояль, Париж (в роли Гарпагона — сам Мольер).
Первое издание вышло в 1669 году («L’Avare», ed J. Ribou, 1669). В России впервые опубликована в 1757 году в переводе И. Кропотова.

## Действующие лица и первые исполнители

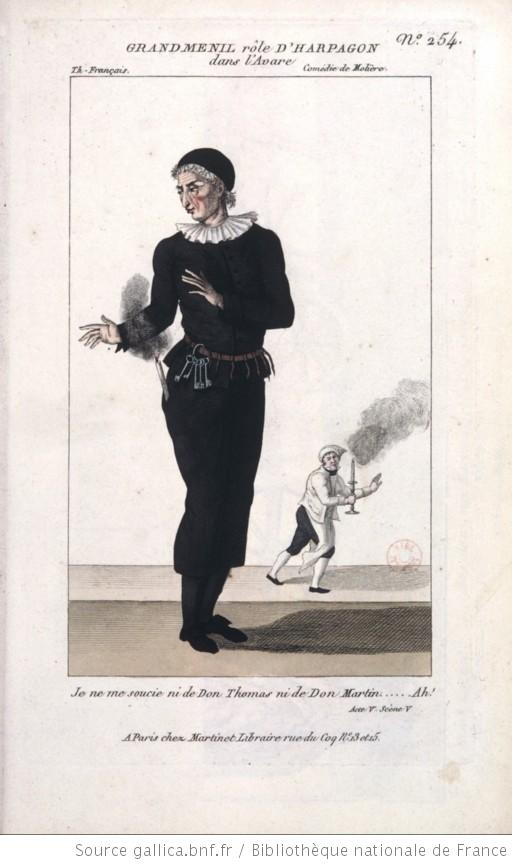
Актёр Гранмениль в роли Гарпагона, 1790 год.

- Гарпагон[1], отец Клеанта и Элизы, влюблённый в Марианну (Жан-Батист Поклен, прозванный Мольером).
- Клеант, сын Гарпагона, возлюбленный Марианны (Шарль Варле, прозванный Лагранжем).
- Элиза, дочь Гарпагона, возлюбленная Валера (Арманда Бежар).
- Валер, сын Ансельма, возлюбленный Элизы (Филибер Гассо, прозванный Дю-Круази).
- Maрианна, возлюбленная Клеанта, которую любит Гарпагон (госпожа Дебри).
- Ансельм, отец Валера и Марианны.
- Фрозина, посредница в сердечных делах (Мадлена Бежар).
- Симон, маклер (Рене Бертело, прозванный Дюпарком).
- Жак, повар и кучер Гарпагона (Андре Юбер).
- Лафлеш, слуга Клеанта (Луи Бежар).
- Клод, служанка Гарпагона.

## Сюжет
Сюжет заимствован из комедии Плавта «Кубышка» (лат. Aulularia).
Главный герой Гарпагон — очень скупой богатый человек, не любящий никого и ничего, кроме своих денег. Чтобы его богатство никому не досталось, он прячет деньги, зарыв в саду. Собственных выросших детей он держит в крайней нужде, а кроме того, решил их тоже выгодно пристроить: для дочери в женихи нашёл богатого старика господина Ансельма, для сына — не бедную вдовушку в возрасте. Самому же ему нравится молодая девушка Марианна, с которой он и намерен обручиться.
Однако всем жестоким планам богатого скупердяя не суждено сбыться. Молодые люди сами решают судьбы свои и своих любимых. А основным помощником в их нелёгких амурных делах стал ловкий слуга Лафлеш — он нашёл в саду шкатулку с деньгами Гарпагона и выкрал её. Начинается суматоха, в краже подозреваются все, а попутно раскрываются намерения влюблённых. Лишь с приходом господина Ансельма знакомится с будущей невестой, дочерью Гарпагона Элизой, открылось, что Валер и Марианна — брат и сестра, дети знатного неаполитанца дона Томазо, ныне проживающего в Париже под именем господина Ансельма: дело в том, что шестнадцатью годами ранее дон Томазо с семьей плыл на корабле, но корабль попал в бурю и утонул; все выжившие были уверены в гибели друг друга. Теперь господин Ансельм нашёл свою семью, и его женитьба на Элизе отменяется. Гарпагону ничего другого не оставалось, как согласиться на свадьбы влюблённых — правда, при условии, что ему возвратят драгоценную шкатулку, а господин Ансельм, он же дон Томазо, возьмет на себя расходы по обеим свадьбам и возместит комиссару полиции время, потраченное на составление протокола о воровстве.

## Оценки
В мае 1825 года И. В. Гёте говорил в беседе со своим секретарём И. П. Эккерманом: «„Скупой“, где порок лишает сына всякого уважения к отцу, — произведение не только великое, но и в высоком смысле трагическое».
Известен критический отзыв А. С. Пушкина, который, противопоставляя Мольера Шекспиру, писал: «Лица, созданные Шекспиром, не суть, как у Мольера, типы такой-то страсти, такого-то порока, но существа живые, исполненные многих страстей, многих пороков… У Мольера скупой скуп и только; у Шекспира Шайлок скуп, сметлив, мстителен, чадолюбив, остроумен».

## Переводы и постановки

### Переводы на русский язык
Переводы русский язык:
- И. Кропотова, 1757, в кн.: Комедии из театра господина Мольера, переведённые Иваном Кропотовым, т. 1, М., 1757 и 2 изд., 1788,
- С. Т. Аксакова, 1828 в кн.: Аксаков С. Т., Полн. собр. соч., т. IV, СПБ. 1886.
- М. М. Гринфельда. Дословный и литературный переводы по изданию С. Манштейна. Одесса: М. С. Козман, 1911. — 89 с.
- М. А. Булгакова, 1936 г.[4]; публикация — 1938 г.
- H. И. Немчиновой, Ж. Б. Мольер. Собрание сочинений в двух томах. Т. 2, М., ГИХЛ, 1957

### Перевод на чувашский язык
Перевод Андрея (Энтри) Васильевича Турхана, 1905.

### Постановки
В Российской империи:
- 16 октября 1757 — Петербургский придворный Оперный театр
- 1789, 1791, 1795 — Петербургский Деревянный театр
- Петербургский Каменный театр (1799, 1800; Гарпагон — Крутицкий, Рыкалов)
- 1830 — Малый театр (Гарпагон — Щепкин, Клеант — П. С. Мочалов)
- Александринский театр: 1843 (Гарпагон — Мартынов), 1870 (Гарпагон — П. Васильев), 1893 (Гарпагон — А. Ф. Федотов)
- 1880 — Театр Солодовникова, Москва, спектакль под руководством А. А. Бренко (Гарпагон — Андреев-Бурлак)
- 1886 — Театр Корша (Гарпагон — Давыдов)
- 1873 — Малый театр, Москва (Гарпагон — Берг); 1892 (Гарпагон — Правдин, Элиза — А. А. Яблочкина, Марианна — Е. Д. Турчанинова)
- 1894 — Киевское русское драматическое общество
- 1906 — Постановка на чувашской любительской сцене перевода пьесы Андрея (Энтри) Васильевича Турхан на чувашском языке

В советские годы комедия была поставлена более двадцати раз:
- 1918 — Малый театр
- 1925 — Бакинский армянский театр
- 1925 — Узбекский драматический театр им. Хамзы, Ташкент (Гарпагон — А. Хидоятов)
- 1935 — Московский драматический театр под рук. В. С. Смышляева
- 1937 — Белорусский государственный театр, Минск (П. С. Молчанов в роли Гарпагона)
- 1937 — Театр им. Я. Купалы (Гарпагон — Глебов)
- 1938 — Ленинградский Новый театр (реж. Сушкевич, В. А. Таскин в роли Гарпагона)
- 1941 — Камерный театр, Москва (П. П. Гайдебуров в роли Гарпагона)
- 1952 — Казахский театр драмы, Алма-Ата (режиссёр Гольдблат; Гарпагон — Кармысов)
- 1962 — Ленинградский театр Комедии
- и другие.

Постановки в России:
- 2004 — Театр «У Никитских ворот», Москва (режиссёр — Аркадий Кац, сценограф — Ксения Шимановская, Композитор — Владимир Брусс; Гарпагон — Игорь Старосельцев, Клеант — Станислав Федорчук, Элиза — Кира Транская и Вера Десницкая, Валер — Денис Юченков, Марианна — Ольга Лебедева, Ансельм — Марк Высоцкий, Фрозина — Райна Праудина, Жак — Юрий Голубцов и Владимир Давиденко, Лафлеш — Александр Чернявский, Комиссар — Александр Карпов, Симон — Иван Власов).

Марк Розовский о спектакле: «В театре „У Никитских ворот“ Мольер ставится впервые. Это даже немного странно, потому что наш театр, и я в том числе, — мы обожаем игровую стихию театра. Но Мольер сегодня очень опасен. Собственно, он был опасен для театра всегда. Чего греха таить — существует штамп театрального мольеризма, этакая костюмная праздничность, подменяющая игровую стихию. Мольер, который входит в репертуар, сам собой коммерциализируется — поверхностному театру он очень выгоден, потому что у него есть все, чтобы привлечь публику: комедия положений, комедия характеров, некое действо, в основе которого всегда острый сюжет. Но это — признаки мольеровской пьесы, а не сущность мольеровского самосознания, которое, мне кажется, гораздо глубже, и требует более серьёзного подхода. Мольеровская драматургия, если говорить о смысле его творчества, — театральное искусство в его наивысших проявлениях. Его лёгкий юмор обманчив, его буффонада зовет к себе людей театра, но это не значит, что с помощью уже созданных штампов можно прочесть Мольера так, как он того достоин. Достоин он гораздо большего. Я имею в виду его боль, его злость, его скрытую философичность».

«Театральная афиша», Ж. Филатова: «„Скупой“ в крохотном театре М. Розовского обрел притягательную откровенность, неожиданную душевность и сценическую легкость. Гарпагон Игоря Старосельцева не злобный старикашка и уж тем более не монстр. Он смешон и трогателен, временами даже жалок. Ведь он искренен в своём убеждении, что деньги, заветная шкатулочка — это его единственные друзья. И у Гарпагона — Старосельцева есть все основания так думать, ведь его дочь Элиза (Кира Транская) скоро выйдет замуж, его сын Клеант (Станислав Федорчук) скоро женится, и он остаётся один-одинёшенек. Что делать, молодости свойственна романтика, а старости свойственен прагматизм. Конечно, Гарпагон скуп, но он по-своему несчастен, и это его самое большое оправдание». 
- 28 сентября 2007 года — Норильский Заполярный театр драмы им. Вл. Маяковского. В переводе М. А. Булгакова. Режиссёр Александр Исаков, художник Михаил Мокров. На фестивале «Театральная столица края-2008» работа Заслуженного артиста РФ Сергея Ребрия над образом Гарпагона отмечена в номинации «Лучшая мужская роль в драматическом спектакле»[7]

«Какое тут „скупой у Мольера только скуп и не более“?! Этот „мужчина переходного возраста“, вырастивший детей и решивший немножко пожить для себя, единственный в спектакле белый клоун, то и дело снимающий маску и разрушающий последнюю, нерушимую стену — четвертую — границу между артистом и зрителями. Он, в сущности, „наш“ человек, существующий в предлагаемых обстоятельствах намного естественнее, даже искреннее тех, кто ему по пьесе противопоставлен».

- 2012 — Российский академический молодёжный театр (РАМТ), Москва (режиссёр Егор Перегудов; Гарпагон — Алексей Блохин; Перевод В. С. Лихачев, М. А. Булгаков)[8]

«Молодой режиссёр Егор Перегудов ставит комедию Мольера на стыке игрового и психологического театров, как слоеный пирог — из классического текста, чистого юмора, танцев и актёрских импровизаций. „Скупой“ — одна из тех бессмертных комедий, которые ставятся из века в век и интерес к которым не ослабевает. На сцене РАМТа — современный взгляд на историю вздорного отца, своей алчностью мешающего счастью собственных детей. В постановке Молодёжного театра скуп не только Гарпагон, но и члены его семьи, все его окружение. Каждый из героев одинок и ждет от других денег, внимания, любви, уважения, но сам при этом ничего не готов отдавать. Это спектакль о скупости отношений между самыми близкими людьми и её преимуществах.»

- 2013 — Ульяновский драматический театр имени И. А. Гончарова (режиссёр — Аркадий Кац, сценограф — Татьяна Швец, композитор — Владимир Брусс; Гарпагон — Евгений Редюк, Клеант — Александр Лебедев, Элиза — Юлия Ильина, Валер — Денис Верягин, Марианна — Мария Прыскина, Ансельм — Виктор Чукин, Фрозина — Зоя Самсонова, Жак — Денис Бухалов, Лафлеш — Сергей Чиненов, Комиссар — Виталий Злобин), премьера состоялась 14 сентября 2013 года.

«Новая — уже седьмая по счету в Ульяновском драмтеатре — постановка Каца решена в привычном публике ключе: для классики — классическая же режиссура. Актёры под „присмотром“ режиссёра прочли пьесу, сделав это очень весело и задорно. Ассоциации с чтением возникают естественно: стены и крыша дома Гарпагона — страницы старинной книги, из которых появляются персонажи и в которых они исчезают: за этим „следит“ сам Мольер. Его портрет словно ещё одно действующее лицо — немое, но выразительное.» («Симбирский курьер», 17 сентября 2013 года)

- 22 ноября 2015 года — Архангельский театр драмы имени М. В. Ломоносова
- 16 сентября 2022 года —  Самарский художественный театр
- 2023 год —  Новый театр Эдуарда Боякова с участием и драматургией Леонида Якубовича

## Экранизации
- 1910 — Скупой / L’Avare, Франция (фильм А. Кальметта)
- 1980 — Скупой (фильм), Франция, режиссёры Жан Жиро и Луи де Фюнес; Гарпагон — Луи де Фюнес.
- 1990 — «Скупой»/L’avaro, реж. Тонино Черви; в роли Гарпагона — А. Сорди)